# Panthera onca mesembrina
Onça-gigante-sul-americana (Panthera onca mesembrina) foi uma subespécie gigante das atuais onças-pintadas que viveu durante o Pleistoceno entre 1,5 milhão há 10,8 mil anos na América do Sul e Central.

## Descrição

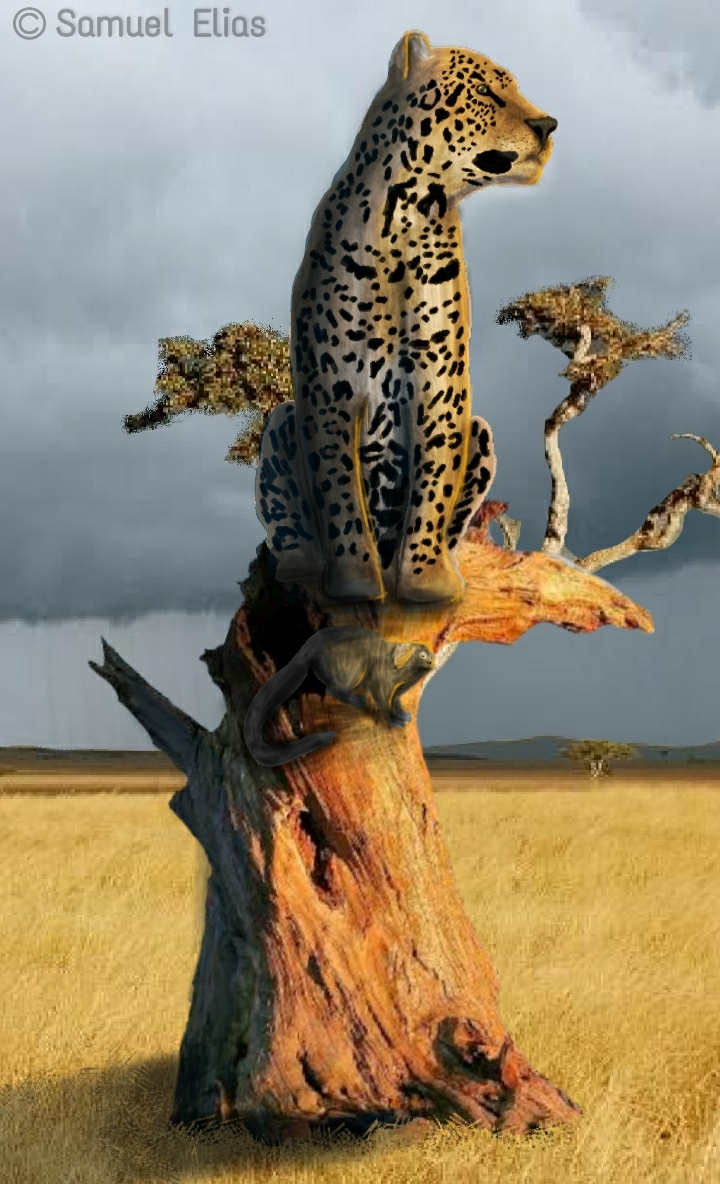
Ilustração de uma Phantera Onca Mesembrina no cerrado há 84.000 anos.

Essa espécie era um felino de grande porte maior que a onça atual da qual era parente próximo. Tinha  o porte aproximado de um leão adulto, com cerca de 1,0 metro de altura e de 1,50 m a 2,90 m de comprimento e um peso estimado  de 50 a até 200 kg. Seu corpo era robusto e musculoso bem adaptado ao clima e forte o suficiente para abater grandes presas. Competia também com outros grandes predadores da época e por serem maiores que elas as onças gigantes se adaptaram ás grandes florestas e pântanos alagadiços, deixando as áreas abertas para eles. Tal adaptação gerou a eximia habilidade desses felinos em escalar, arrastar presas para o alto das arvores, caçar entre arbustos, troncos e na água, pois devido às grandes inundações durante a cheia nas florestas as onças desenvolveram sua grande capacidade de nado.

## Ecologia
A Panthera onca mesembrina era maior que qualquer onça pintada atual e possuía esse tamanho todo por causa da grande abundância alimentar de animais de grande porte, se alimentava principalmente, de cavalos, lhamas (Palaeolama), tatus gigantes, veados, antas, capivaras, macrauquenias e das menores espécies de preguiças gigantes, usando a camuflagem de sua pele pintada e entre os arbustos, onde armava emboscadas para suas vitimas. Mas por causa da grande concorrência com os outros predadores grandes da época, como o tigre-dentes-de-sabre-sul-americano (Smilodon populator), ursos e matilhas de lobos-pré-históricos (Canis dirus), talvez tivessem o costume de levar sempre suas presas para o alto das árvores, ou as esconder em cavernas, pois esses outros grandes predadores carniceiros podiam a roubar, e algumas cavernas também poderiam ter servido como tocas para abrigo e criação de filhotes.

## Descoberta
Os seus fósseis foram descobertos a partir de Cueva del Mylodon, no Chile e foram examinados em 1934. Outros restos fósseis foram descobertos  no Piauí, Brasil. Dois espécimes foram examinados por Legendre e Roth para calcular a massa corporal. O primeiro espécime foi estimado para ter um peso de 46,3 kg (100 libras). O segundo foi estimado ter um peso de 129,1 kg (280 libras).

## Origem
As onças gigantes surgiram através do ancestral do gênero Panthera, o jaguar-europeu(Panthera gombaszoegensis), que migrou da Europa e Ásia cruzando o Estreito de Bering há cerca de 2 milhões de anos, chegando a América do Norte e em seguida migrarando para o sul pela América Central, através do Grande Intercambio Americano, onde se estabeleceram entrando em extinção juntamente com as outras espécies da megafauna, há 10.000 anos.